# Uhlenhorster Fährhaus

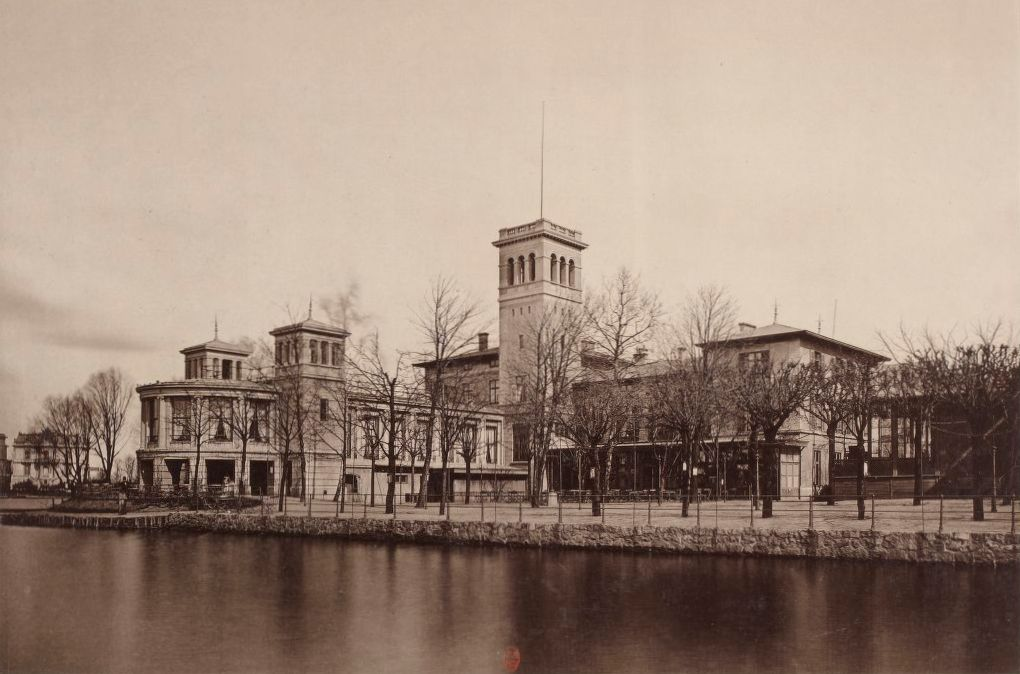
Uhlenhorster Fährhaus, um 1890

Das Uhlenhorster Fährhaus war ein Ausflugslokal am östlichen Ufer der Außenalster in Hamburg-Uhlenhorst. Nach der Zerstörung während des Zweiten Weltkriegs wurde die Ruine 1952 gesprengt.

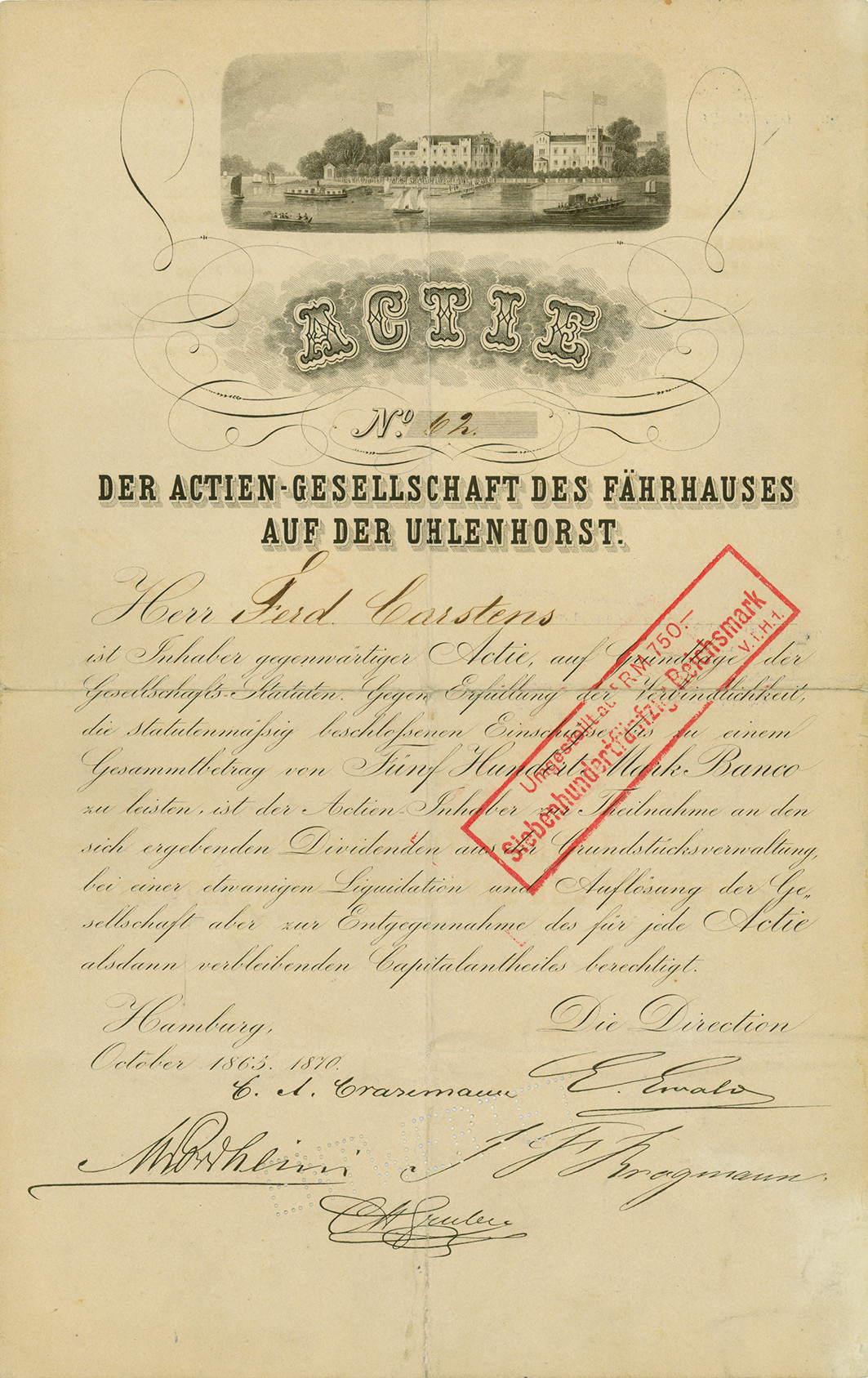
Aktie über 500 Mark der AG des Fährhauses auf der Uhlenhorst vom Oktober 1870

## Geschichte
1865 wurde die AG des Fährhauses auf der Uhlenhorst als Betreibergesellschaft des schon existierenden Fährhauses gegründet. Die AG erwarb das alte Fährhaus und ersetzte es 1873 durch einen prachtvollen Neubau. Es handelte sich um einen dreitürmigen Bau an der Außenalster, entworfen von Martin Haller. 1913 erfolgte der Umbau zu einem modernen Restaurationsgebäude mit mehreren Festsälen und einem Ballhaus. Das Fährhaus entwickelte sich bis zum Zweiten Weltkrieg zu einem der beliebtesten Treffpunkte Hamburgs und wurde für Ausflüge, Bälle und Diners genutzt. Das Gebäude wurde 1943 während des Zweiten Weltkrieges stark beschädigt, die Überreste 1952 gesprengt und das Gelände eingeebnet.
Heute erinnert die Anlegestelle Uhlenhorster Fährhaus der Alsterdampfer an das ehemalige Fährhaus.

## Das Fährhaus in der Kunst
Das Fährhaus, seine Gäste und die angrenzende Alster wurden von mehreren Künstlern dargestellt. Max Liebermann erstellte 1909/10 mehrere Gemälde und Zeichnungen, die das Fährhaus und seine Gäste zeigen. Bekannt ist unter anderem sein Gemälde Abend am Uhlenhorster Fährhaus, das den Blick vom Fährhaus auf die Alster zeigt. Das 1913 von Pierre Bonnard erstellte Gemälde Abend am Uhlenhorster Fährhaus zeigt Gäste auf der Terrasse des Fährhauses. Das Gemälde gehört heute zu den wichtigsten Kunstwerken der Hamburger Kunsthalle.

Boats at Uhlenhouster Ferry, Photochrom, 1890–1900
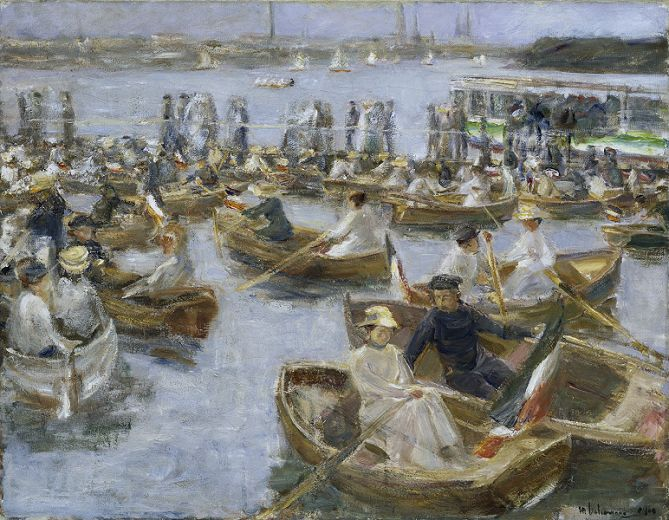
Abend am Uhlenhorster Fährhaus von Max Liebermann, 1910
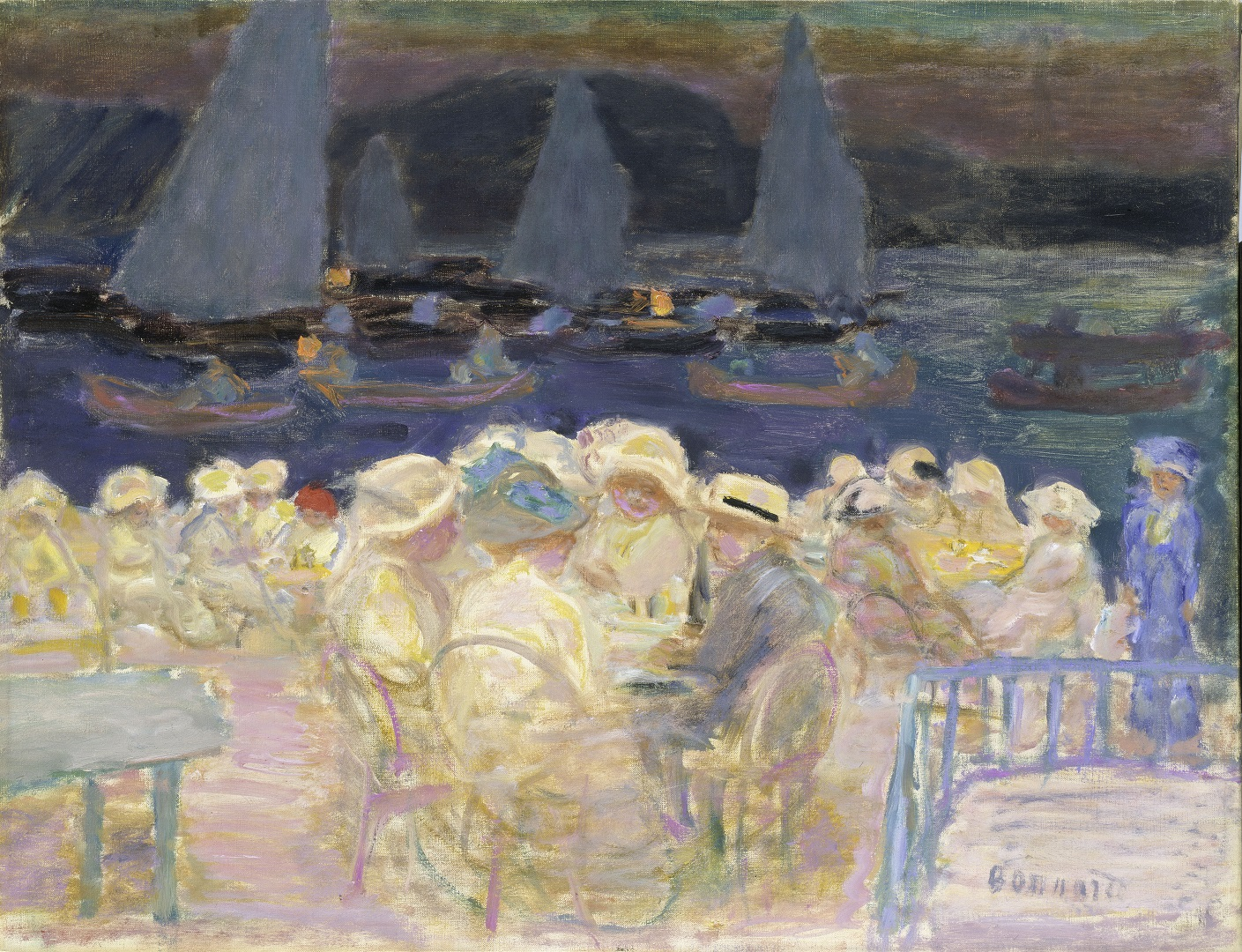
Abend am Uhlenhorster Fährhaus von Pierre Bonnard, 1913